# Arctesthes chrysopeda
Arctesthes chrysopeda là một loài bướm đêm trong họ Geometridae.